# Phaonia lutescens
Phaonia lutescens är en tvåvingeart som beskrevs av Zinovjev 1990. Phaonia lutescens ingår i släktet Phaonia och familjen husflugor.
Artens utbredningsområde är Mongoliet. Inga underarter finns listade i Catalogue of Life.